# Antiga Corint
Corint (en grec antic: Κόρινθος, Kórinthos) va ser una ciutat estat (polis) ubicada a l'istme de Corint, l'estreta franja de terra que uneix el Peloponnès amb la Grècia continental, a mig camí entre Atenes i Esparta. La ciutat moderna de Corint es troba a aproximadament 5 km al nord-est de les ruïnes antigues. Des del 1896, excavacions arqueològiques sistemàtiques de Corint dutes a terme per l'American School of Classical Studies at Athens han revelat grans parts de la ciutat antiga i investigacions recents dirigides pel Ministeri de Cultura grec han il·lustrat importants facetes noves sobre l'Antiguitat.

## Territori
El territori de la ciutat era poc fèrtil i només era agrícolament aprofitable la planta entre la ciutat i Sició, territori que era compartit amb aquesta ciutat. Anava una mica al nord i una mica al sud de l'istme; antigament la frontera entre Corint i Mègara era a Cròmmion però més tard Corint. es va estendre més enllà fins a les roques Scironies i altres passos de les muntanyes Gerània o Geranea; al sud de l'istme posseïa una part del Peloponès que anava fins al vessant nord de les muntanyes d'Argos i per la costa del golf Sarònic fins prop d'Epidaure. Amb Sició la frontera era el riu Nemea; també tenia frontera amb Cleones.
Al sud de Cèncrees el riu Oenium corria cap al golf Sarònic formant un promontori anomenat Quersonès i una punta anomenada Rheitos, i enmig una badia on els atenencs sota Nícies van desembarcar el 425 aC intentant prendre possessió de la muntanya Solúgeios que els espartans i corintis dominaven i des on volien organitzar la guerra contra Corint, però encara que van derrotar l'exèrcit corinti allí estacionat, però una part de l'exèrcit va quedar amagat i van arribar reforços i Nícies va haver de reembarcar; allí hi havia la ciutat de Solugeia o Solygeia i al darrere el port de Pireos o Peiraios (avui Frango-Limiona i abans Porto Franco), deshabitat, i el darrer abans d'Epidaure; a aquest port de Pireos alguns vaixells espartans que s'hi van refugiar foren bloquejats pels atenencs el 412 aC.
Al sud de Corint, a la part nord de les muntanyes d'Argos, hi havia la vila de Tenea i probablement la de Petra (d'eon era originar Cípsel, ja que hi vivia el seu pare Etió).
Al nord de l'istme, a la part oriental hi havia unes planes dirigides al golf Sarònic i a l'oest una zona de muntanyes dirigides al golf de Corint. La punta nord-est es deia Olmies i la sud-oest Heraeion (avui Sant Nicolau o Melankávi); aquest districte va portar el nom de Perea (que vol dir "país més enllà de l'istme"). La ciutat principal era Pireion (avui Perachóra) i la seguien Enoe i Heraion. A Perea va fer campanya Agesilau el 390 aC ocupant Pireion, Enoe i Heraion. Hi havia també prop d'Heraion unes aigües termals (Therma avui Lutráki) en el camí que portava cap a Lekeion. Prop d'Heraion hi havia un llac amb el mateix nom que avui es diu Vuliasmeni.
Entre l'istme i les roques Sirònies hi havia Cròmmion i després Sidos al sud, i a l'est el temple d'Apol·lo Latos que marcava el límit amb Mègara probablement prop de la vila actual de Kinéta.

## Història

### Prehistòria i mites fundacionals
La ceràmica neolítica suggereix que l'indret de Corint va ser ocupat des d'almenys tan d'hora com el 6500 aC, i contínuament ocupat en l'edat del bronze, quan, s'ha suggerit, l'assentament va actuar com un centre de comerç. No obstant això, hi ha una caiguda dramàtica en les restes de ceràmica durant la Fase primerenca Hel·làdica II, i només escasses restes de ceràmica en les fases PH III i MH; així doncs, sembla que la zona estava molt escassament habitada en el període immediatament anterior al període micènic. Mentre que la ceràmica que data de l'època micènica és insignificant a l'indret de Corint, hi havia un assentament a la costa, a prop de Lequeu que negociava a través del Golf de Corint; el lloc de la mateixa Corint no fou probablement molt ocupada de nou fins al voltant de l'any 900 aC, quan es creu que el doris es van establir allà.
Segons el mite grec, la ciutat va ser fundada per Corint, descendent del déu Hèlios (el Sol), mentre que altres mites suggereixen que va ser fundada per la deessa Efira, una filla del tità Oceà, d'aquí el nom antic de la ciutat (també Efira).
Alguns noms antics pel lloc, com ara Corint, deriven d'una llengua pelasga pre-grega; sembla probable que Corint fos també el lloc d'un ciutat-palau micènica de l'edat del bronze, com Micenes, Tirint o Pilos. Segons el mite, Sísif va ser el fundador d'una raça dels antics reis de Corint. Va ser també a Corint que Jàson, el líder dels argonautes, va abandonar Medea. Durant la Guerra de Troia, tal com es descriu a la Ilíada, els corintis participaren sota el lideratge d'Agamèmnon.
En un mite corinti relatat al segle ii a Pausànias, Briàreu un dels hecatonquirs, va ser l'àrbitre en una disputa entre Posidó i Hèlios, entre el mar i el sol. El seu veredicte va ser que l'Istme de Corint pertanyia a Posidó i l'Acròpoli de Corint, Acrocorint, a Hèlios.
La Font de Pirene es troba dins dels murs de l'acròpoli. «La font, que està darrere del temple, diuen va ser el regal d'Asop a Sísif. Aquest últim sabia, segons conta la llegenda, que Zeus havia arrabassat Egina, filla d'Asop, però es va negar a donar informació al sol·licitant abans que no regalés un brollador a Acrocorint».
L'heracliada Aletes, fill d'Hippotes, és el llegendari primer rei dòric de la ciutat on els doris eren al començament una minoria dirigent; els no doris foren admesos més tard en la ciutadania. Aletes i els seus descendents hi foren reis durant dotze generacions i 327 anys, des del 1074 aC  fins a 747 aC segons la data tradicional (trenta anys després de la conquesta dòrica): Aletes,(38 anys), Ixió, (38 anys), Ageles I (37 anys), Primnis  (35 anys), Baquis  (35 anys), Ageles II  (30 anys), Eudemos  (25 anys), Aristodem  (35 anys), Agemó  (16 anys), Alexandre  (25 anys), Telestes  (12 anys) i  Autòmenes  (1 any).

### Corint sota els Baquiades
Corint havia estat un oasi a la Grècia del segle viii aC. Els Baquíada (grec antic: Βακχιάδαι  Bakkhiadai ), un clan dòric estretament unit, van ser el grup de llinatge governant de l'arcaica Corint en els segles setè i vuitè abans de Crist, un període d'expansió de poder cultural de Corint. El 747 aC (data tradicional) una revolució aristocràtica va enderrocar els reis Baquíades, quan el clan reial dels Baquíades, que comptava potser amb un parell de centenars d'homes adults, va prendre el poder de l'últim rei, Telestes. Es va prescindir de la reialesa i van governar com un grup, que regia la ciutat amb l'elecció anual d'un prità, que ocupava el càrrec de rei per la seva breu durada, sens dubte, un consell (encara que cap està específicament documentat en els escassos materials literaris) i un polemarc al capdavant de l'exèrcit.
Durant el govern Baquíada, 747-650 aC, Corint es va convertir en un estat unificat. En aquella època es van construir edificis públics i monuments a gran escala. El 733 aC, Corint va establir colònies a Corcira i Siracusa. Pels volts del 730 aC, Corint va emergir com una ciutat grega molt avançada amb almenys 5.000 habitants.
Aristòtil explica la història de Filolau de Corint, un Baquíada que fou un legislador a Tebes. Es va convertir en l'amant de Diocles, el guanyador dels Jocs Olímpics. Tots dos van viure durant la resta de les seves vides a Tebes. Les seves tombes van ser construïdes prop l'una de l'altra.
En 657 aC, el polemarc Cípsel va obtenir un oracle de Delfos que s'interpretà en el sentit que havia de governar la ciutat. Ell va prendre el poder i exilià els baquíades.

### Corint sota els tirans
Cípsel (grec: Κύψελος) va ser el primer tirà de Corint, al segle vii aC. Entre els anys 658 aC i el 628 aC, va treure l'aristocràcia Baquíada del poder i va governar durant tres dècades. Va construir temples a Apol·lo i Posidó el 650 aC.
Aristòtil escriu que «Cípsel de Corint havia fet un vot que si ell es convertia en amo de la ciutat, s'oferiria a Zeus tota la propietat dels corintis. En conseqüència, els va ordenar que fessin una devolució de les seves possessions».
Al segle vii aC, sota el govern de Cípsel (r 657 aC-627 aC) i el seu fill Periandre, la ciutat va enviar colons per fundar nous assentaments: Epidamne (l'actual Durrës, Albània), Siracusa, Ambràcia (l'actual Lèucada), Còrcira (l'actual ciutat de Corfú) i Anactorium. Periandre també va fundar Apol·lònia a Il·líria (l'actual Fier, Albània) i Potidea (a Calcídica).
Va esdevenir en joc entre Atenes i Esparta en  Guerra del Peloponès. Durant aquesta guerra, la marina peloponèsia fou bàsicament coríntia. Amb la pau del 421 aC (pau de Nícies), els corintis no es van voler sumar i van formar una altra lliga amb Argos, Mantinea i Èlida, però aviat van tornar a formar aliança amb Esparta, que es va mantenir fins al final de la guerra. Quan Atenes es va haver de rendir després de la Batalla d'Egospòtamos, els corintis i beocis van demanar arrasar la ciutat derrotada.
El 635 aC, la colònia de Corcira va derrotar la de la seva metròpoli en una batalla naval, però després fou novament sotmesa. L'única colònia a l'est del golf Sarònic fou Potidea, a la Calcídia. Corint fou també una de les nou ciutats gregues que patrocinaren la fundació de la colònia de Nàucratis a l'antic Egipte. Nàucratis va ser fundada per acomodar el volum de comerç creixent entre el món grec i l'Egipte faraònic, durant el regnat del faraó Psamètic I de la dinastia XXVI.
Amb l'increment de riquesa i les més complicades relacions comercials i estructures socials, les ciutats estat gregues tendiren a enderrocar als seus tradicionals i hereditàris sacerdots-reis. Corint, la més rica de les polis arcaiques, va obrir el camí. Igual que els signori de la baixa edat mitjana i el Renaixement Itàlia, els tirans en general prengueren el poder al capdavant d'algun suport popular. Sovint, els tirans van calmar la població per la defensa de les lleis i costums existents, i el conservadorisme estricte en les pràctiques de culte. Igual que en el Renaixement italià, és un culte a la personalitat naturalment substituït pel dret diví de l'antiga casa reial legítima.
Cípsel, fill d'Eeció i una dona desfigurada anomenat Labda, eren membres del llinatge Baquíada i van usurpar el poder per l'arcaic dret matriarcal de la seva mare.

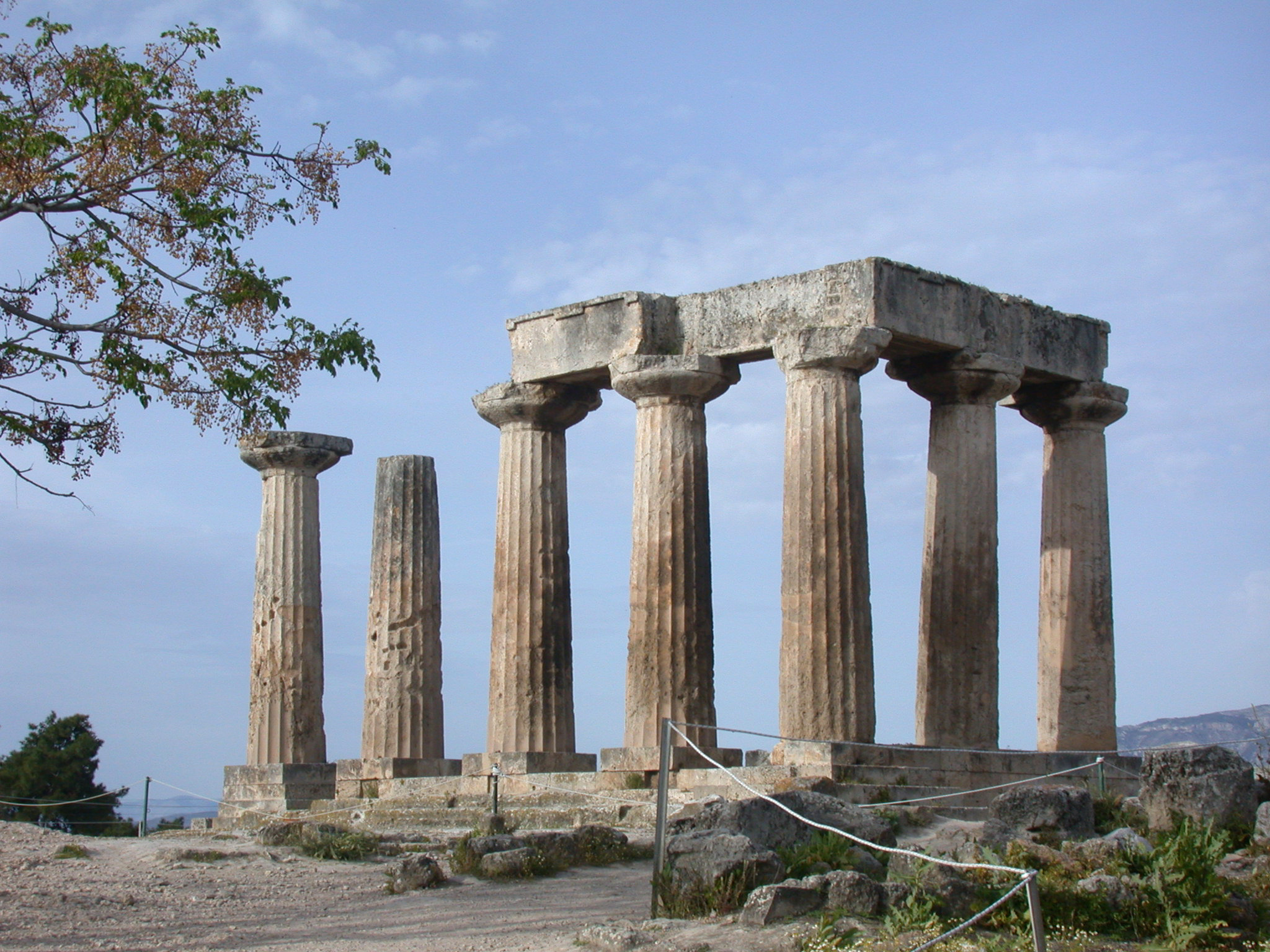
Temple d'Apol·lo, antiga Corint.

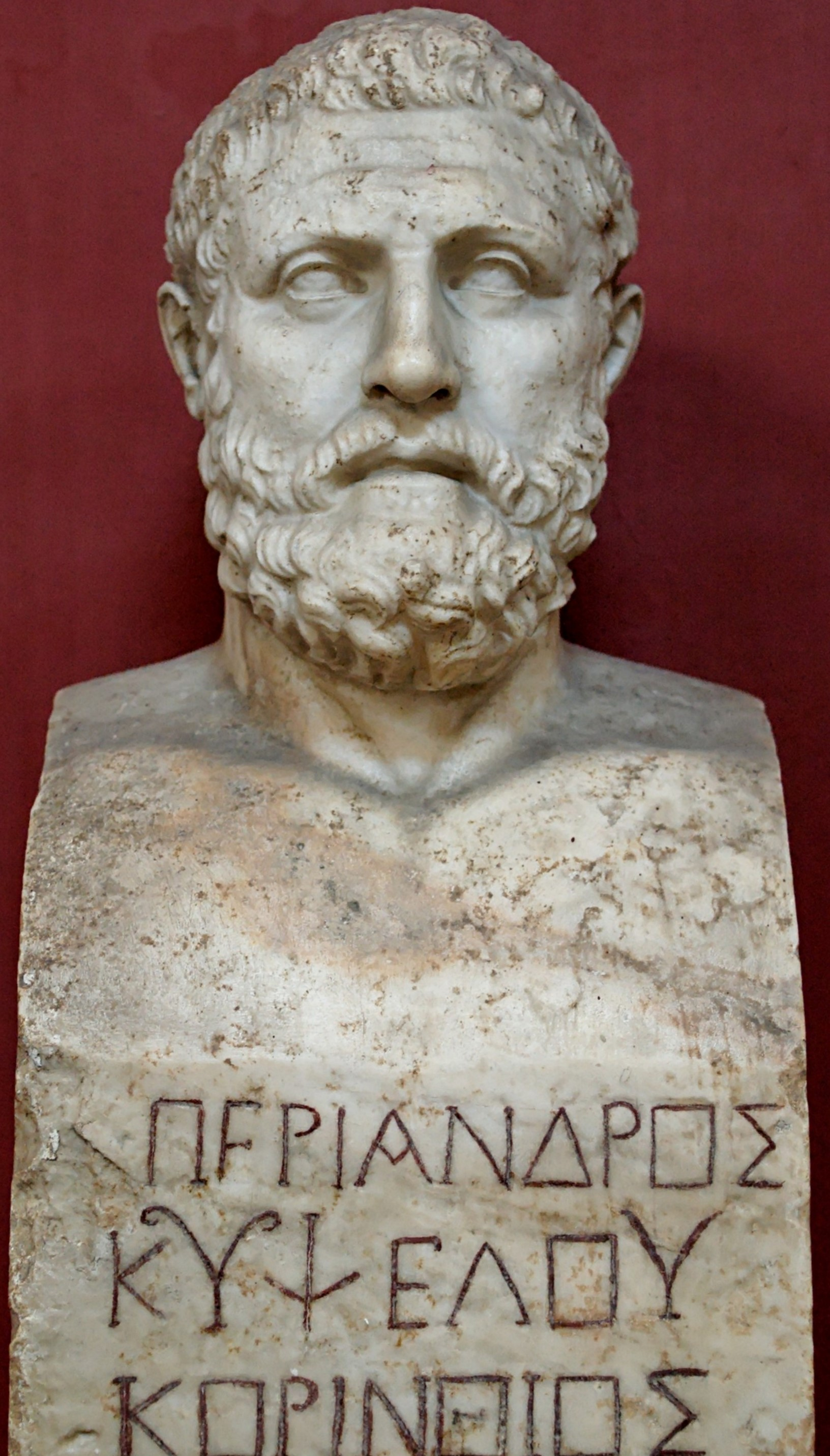
Periandre (Περίανδρος) (r. 627–585 aC).

D'acord amb Heròdot els Baquíades escoltaren dues profecies de l'oracle de Delfos segons les quals el fill d'Eeció enderrocaria la seva dinastia, i que planejaven matar el nadó una vegada hagués nascut. No obstant això, el nadó va somriure a cadascun dels homes enviats per matar-lo, i cap d'ells pogué suportar el cop. Un mite-element etiològic a tenir tenir en compte en el nom de Cípsel (Cypsele, "pit") explicava com Labda després d'amagar el nadó en un pit, i quan els homes s'havien refet i tornaven per eliminar-lo, no van poder trobar-lo. (Compareu amb la infància de la Perseu.) El pit d'ivori de Cípsel, ricament treballat amb narracions mitològiques i adornat amb or, va ser un exvot a Olímpia, on  Pausànias li va donar una descripció minuciosa en la seva guia de viatges del segle II AD
Quan Cípsel hagué crescut, es va complir la profecia. Corint havia participat en les guerres amb Argos i Corcira, i els corintis estaven descontents amb els seus governants. En aquest moment, al voltant de 657 aC, Cípsel era polemarc, l'arcont a càrrec dels militars, i va usar la seva influència amb els soldats per expulsar el rei. També va expulsar els seus altres enemics, però els va permetre d'establir colònies al nord-oest de Grècia. També es va incrementar el comerç amb les colònies a Itàlia i Sicília. Fou un governant popular, i a diferència de molts tirans més tard, no necessitava un guardaespatlles i va morir de mort natural.
Va governar durant trenta anys i va ser succeït com tirà pel seu fill Periandre al 627 aC. El tresor de Cípsel construït a Delfos pel que sembla encara estava dempeus en l'època d'Heròdot, i el pit de Cípsel va ser vist pel viatger Pausànias a Olímpia al segle ii. Periandre va dur Corcira a l'ordre l'any 600 aC.
Periandre va ser considerat un dels Set savis de Grècia. Durant el seu regnat, es van encunyar les primeres monedes de Corint. Ell va ser el primer a intentar obrir un camí a través de l'istme, amb la creació d'una via marítima entre el golfs de Corint i el Sarònic. Va abandonar l'empresa a causa de les dificultats tècniques extremes que va conèixer, però va crear el Diolcos (una rampa de terra de pedra) al seu lloc. L'era de la Clípses s'acaba amb el nebot de Periandre Psamètic, nom de l'hel·lenòfil faraó egipci Psamètic I (vegeu més amunt), va ser l'edat d'or de Corint.
Periandre va matar la seva dona Melissa. El seu fill Licofró es va assabentar i el va rebutjar, i Periandre llavors exilià el seu fill a Corcira. Periandre més tard va voler que Licofró el substituís com a governant de Corint, i el convencé de tornar a casa, a Corint, a condició que Periandre anés a Corcira. Els corcirians, en sentir parlar d'això, assassinaren Licofró per mantenir lluny Periandre.
Heròdot relata que l'arpista Aríon navegava a casa en un vaixell de Corint quan la tripulació va decidir robar-lo i matar-lo. Ell els va pregar que li permetessin cantar una última cançó abans de suïcidar-se. Es va llançar per la borda i es va escapar al Cap Tènar al llom d'un dofí. Es va presentar a Periandre, que després va condemnar els mariners.

### L'arcaica Corint després dels tirans
El 581 aC, va ser assassinat el nebot i successor de Periandre, i es posà fi a la dictadura.
El 581 aC, els Jocs Ístmics van ser establerts per les principals famílies.
El 570 aC, els habitants van començar a utilitzar monedes de plata anomenades "poltres".
El 550 aC, Corint es va aliar amb Esparta.
El 525 aC, Corint va formar una aliança conciliadora amb Esparta contra Argos.
El 519 aC, Corint intervingué entre Atenes i Tebes.
Al voltant de l'any 500 aC, els atenesos i corintis suplicaren als espartans de no fer mal a Atenes mitjançant la restauració del tirà.
Just abans de l'època clàssica, segons Tucídides, els corintis va desenvolupar el trirrem, que es va convertir en el vaixell de guerra estàndard de la Mediterrània fins a finals del període romà. Corint va lliurar la primera batalla naval de la història, contra la ciutat hel·lènica de Corcira. Els corintis també eren coneguts per la riquesa a causa de la seva ubicació estratègica a l'istme a través del qual havia de passar tot el trànsit de la terra al Peloponès, incloent missatgers i comerciants.

### Corint clàssica

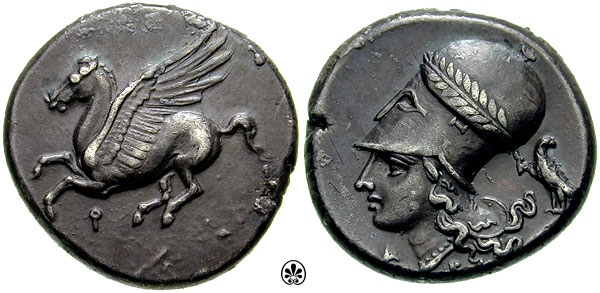
Anvers d'una estatera coríntia: Pegàs amb una Qoppa (o Qoppa) sota. Revers: Atenea portava casc corinti. Koppa simbolitzava l'ortografia arcaica del nom de la ciutat (Ϙόρινθος).

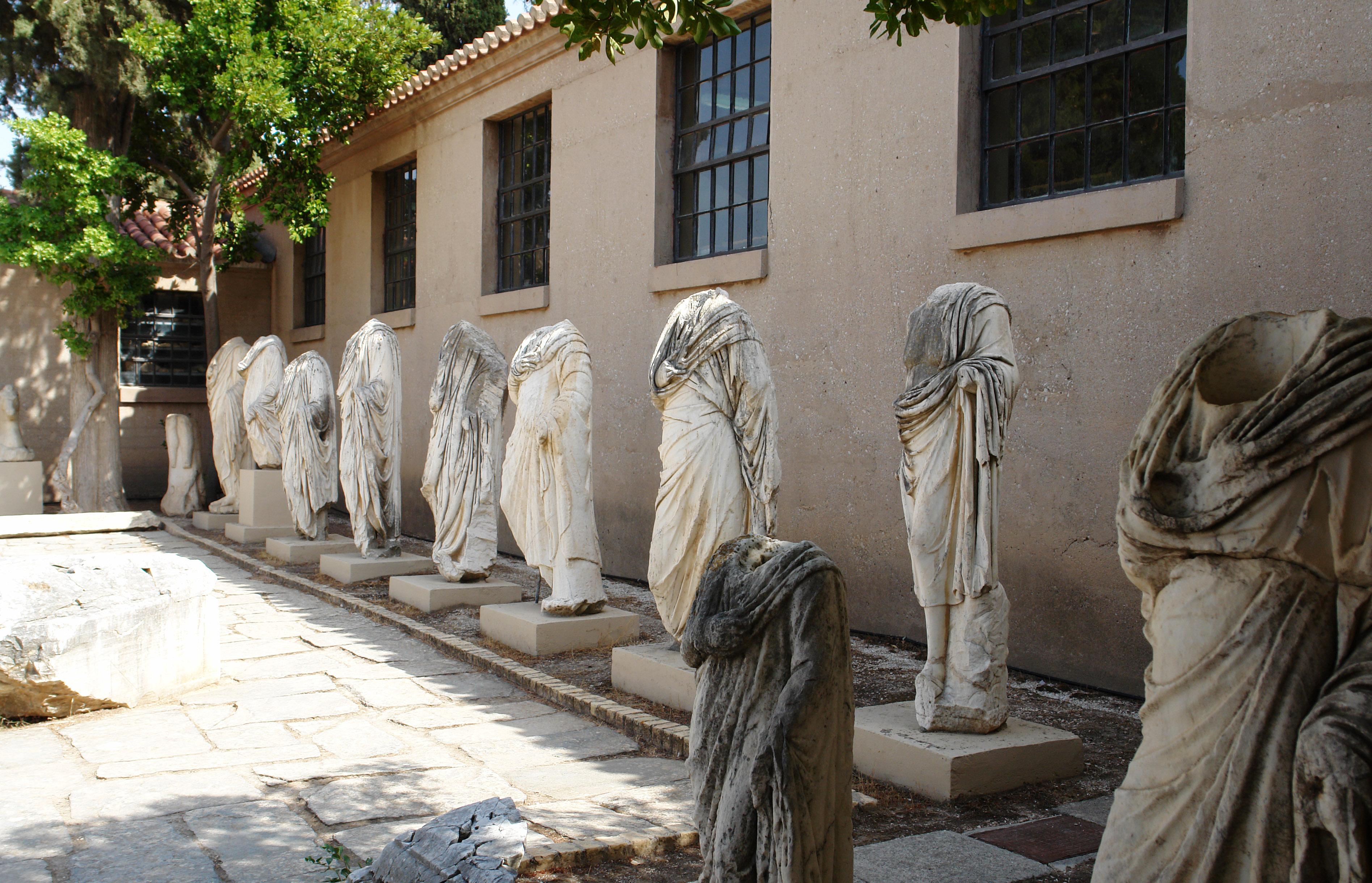
Estàtues al Museu Arqueològic de l'Antiga Corint.

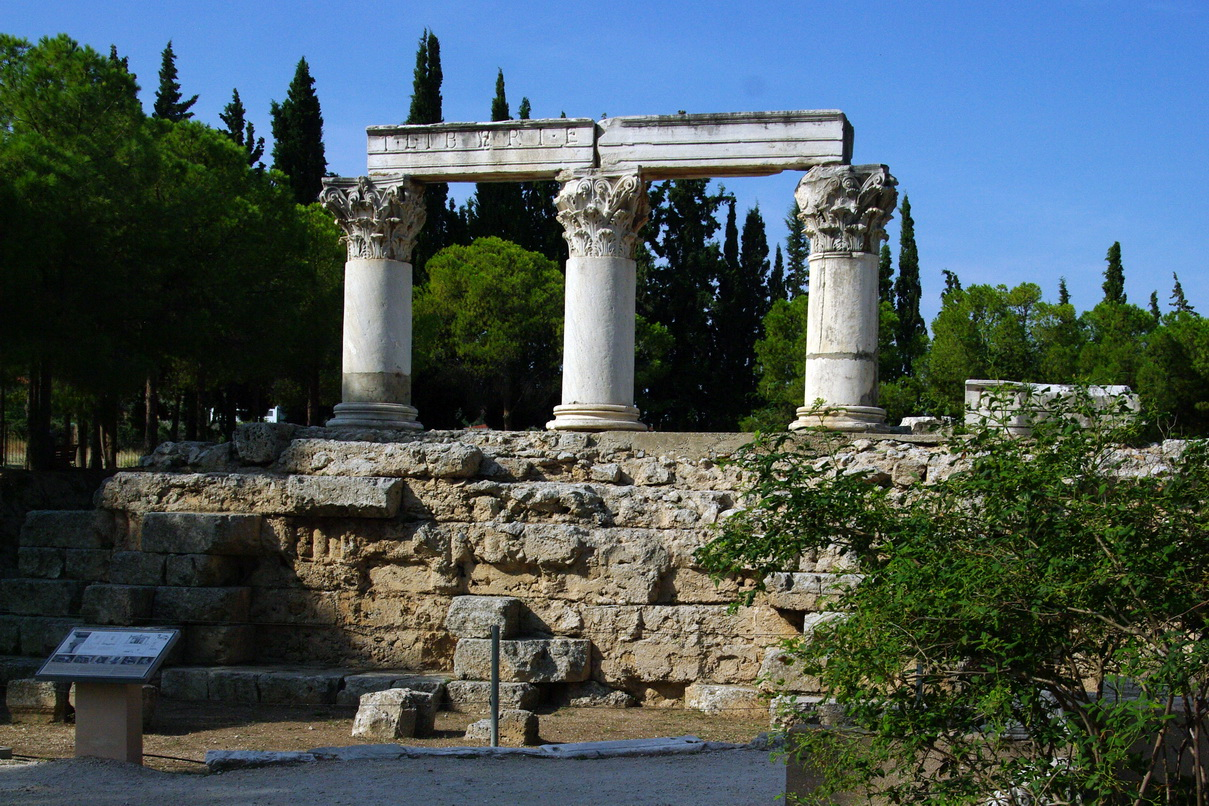
Ordre corinti columnes a l'antiga Corint.

A l'època clàssica, Corint rivalitzava amb Atenes i Tebes en riquesa, sobre la base del trànsit de l'Istme i el comerç. Fins a mitjans del segle vi aC, Corint era un important exportador de ceràmica de figures negres per a les ciutats estat de tot el món grec, després de prendre el seu mercat als artesans atenesos.
A l'època clàssica i anteriors, Corint tenia un temple d'Afrodita, la deessa de l'amor, que donava feina a unes mil heteres (prostitutes del temple; vegeu també prostitució a l'antiga Grècia). La ciutat era coneguda per aquestes prostitutes del temple, que servien als comerciants rics i als funcionaris poderosos que freqüentaven la ciutat. De Lais, la més famosa hetera, es deia que cobrava enormes honoraris pels seus favors extraordinaris.
Referint-se al luxe exorbitant de la ciutat, que no tothom es podia permetre, Horaci va escriure: «non cuivis homini contingit adire Corinthum» (trad. de Lluís Segalà: «No a qualsevol li és atorgat anar a Corint»).
Corint era també l'amfitriona dels Jocs ístmics. Durant aquesta època, el corintis van desenvolupar l'ordre corinti, el tercer principal estil de l'arquitectura clàssica després del dòric i l'jònic. L'ordre corinti va ser el més complicat dels tres, i mostra la riquesa de la ciutat i el luxós estil de vida, mentre que l'ordre dòric evocava la simplicitat rigorosa dels espartans, i el jònic era un equilibri harmoniós entre aquests dos seguint la filosofia cosmopolita dels jonis com els atenesos.
La ciutat tenia dos ports principals: a l'oest, en el golf de Corint hi havia el Lequeu, que connectava la ciutat amb les seves colònies occidentals (grec: apoikoiai) i Magna Grècia, mentre que a l'est, al golf Sarònic el port de Cèncrees servia als vaixells procedents d'Atenes, Jònia, Xipre i el Xam. Tots dos ports tenien molls per a la gran armada de la ciutat.

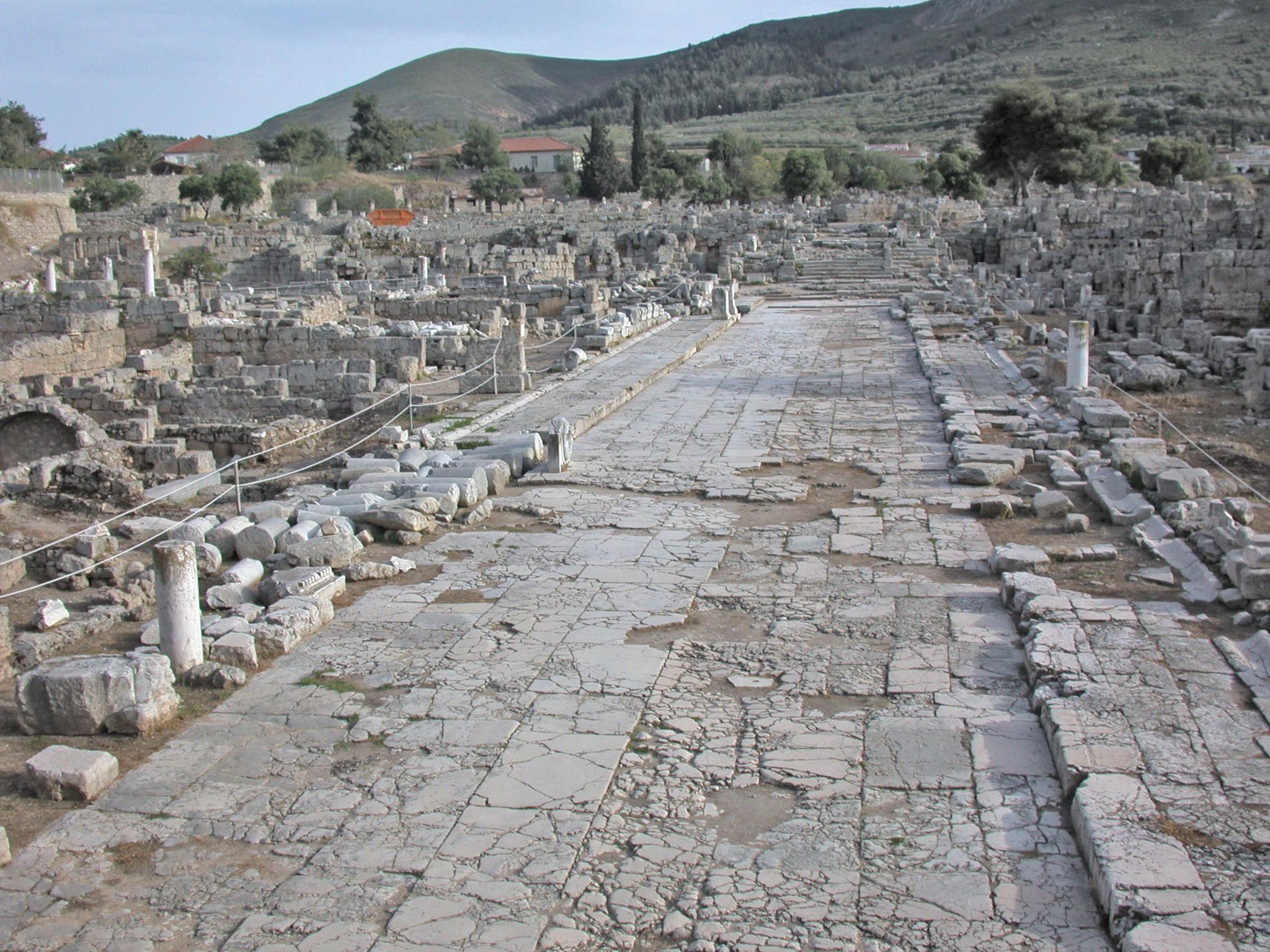
Carrer de l'antiga Corint.

El 491 aC, Corint va intervenir entre Siracusa i Gala.
Durant els anys 481-480 aC, la Conferència, en l'Istme de Corint (després de les conferències a Esparta) va establir la Lliga Hel·lènica, que es va aliar amb un acord, amb els espartans per lluitar en la guerra contra Pèrsia. La ciutat fou un participant important en les guerres perses, amb l'enviament de 400 soldats per defensar les Termòpiles i el subministrament de quaranta vaixells de guerra per a la batalla de Salamina sota el comandament d'Adimant i 5000 hoplites en la següent Batalla de Platea. Els grecs van obtenir la rendició dels col·laboradors de Tebes amb els perses. El general Pausànias els va portar a Corint, on van ser condemnats a mort.

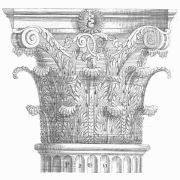
Ordre corinti.

Heròdot, de qui es creia que tenia aversió als corintis, esmenta que eren considerats els segons millors lluitadors després dels atenesos
En 458 aC, Corint va ser derrotada per Atenes a Mègara.

#### La Guerra del Peloponès
En 435 aC, Corint i la seva colònia Corcira van anar a la guerra per Epidamnus L'any 433 aC, Atenes es va aliar amb Corcira contra Corint. La guerra de Corint contra els corcirians va ser la batalla naval més gran entre ciutats estat gregues fins a aquest moment. L'any 431 aC, un dels factors que conduïren a la Guerra del Peloponès va ser la disputa entre Corint i Atenes sobre Corcira, que probablement es va derivar de la tradicional rivalitat comercial entre ambdues dues ciutats.
Tres generals de Siracusa van anar a Corint buscant aliats contra la invasió atenesa. Els corintis «votaren alhora per ajudar [els siracusans] en cor i ànima». També van enviar un grup a Lacònia per despertar l'assistència espartana. Després d'un discurs convincent per part del renegat atenenc Alcibíades, els espartans va acordar enviar tropes per ajudar els sicilians.
En 404 aC, Esparta es va negar a destruir Atenes, el que va enfurismar els corintis. Corint es va unir a Argos, Beòcia, i Atenes contra Esparta a la Guerra de Corint.
Demòstenes després utilitzà aquesta història en una súplica per a l'art del magnànim governar, esmentant que els atenesos d'abans havien tingut bones raons per odiar els corintis i tebans per la seva conducta durant la guerra del Peloponès, tot i que, fos com fos, no tenien cap malícia.

#### La Guerra de Corint
L'any 395 aC, després de la final de la Guerra del Peloponès, Corint i Tebes, insatisfets amb l'hegemonia dels seus aliats d'Esparta, van canviar el seu suport per sostenir Atenes contra Esparta a la Guerra de Corint.
Com a exemple d'enfrontar el perill amb el coneixement, Aristòtil va utilitzar l'exemple dels argius que es veieren obligats a enfrontar-se als espartans a la batalla de la muralla llarga de Corint al 392 abans de Crist.
Però el poder d'Esparta fou mal portat per Corint i van buscar l'ajut del sàtrapa de Lídia, Tritaustes, per trencar l'hegemonia espartana i impedir els èxits del rei espartà Agesilau a Àsia. El delegat corinti, Timòcrates de Rodes, va repartir diners a les ciutats gregues per separar-se d'Esparta (395 aC) i així els corintis es van aliar amb Atenes, Beòcia i Argos contra Esparta i Pèrsia (Guerra de Corint). El 394 aC, es va produir una batalla prop de Corint entre els aliats i els espartans, en què aquests van guanyar i una segona batalla a Queronea, on Agesilau va obtenir una segona victòria per a Esparta. El 393 aC i 392 aC, la guerra va sortir de territori corinti amb els espartans dominant Sició i els aliats dominant l'istme, lliurant-se combats a la plana comuna entre Sició i Corint, la part més fèrtil del territori d'ambdues. Això va portar a un creixement dels partidaris de tornar a l'aliança espartana i el govern corinti va fer una matança d'opositors ajudats per un nombre d'argius introduïts a la ciutat. Corint i Argos van estrènyer els vincles i fins i tot es van fusionar els dos estats, però els opositors a Corint eren encara nombrosos i van introduir el comandant espartà de Sició, Pràxites, a la ciutat i quan els corintis van fer una sortida es van veure atacats per dos costats. Els corintis foren derrotats i la ciutat ocupada pels espartans (392 aC); les seves muralles foren demolides. De Corint, els espartans van anar a Sidos i Cròmmion, que van ocupar (392 aC). Xenofont esmenta que els membres del partit derrotat es van refugiar al barri de Craneion i d'allí es van poder refugiar a l'Acrocorint.
El 391 aC, els atenencs van marxar a Corint i van restaurar-ne les muralles, però altre cop foren destruïdes pels espartans, dirigits per Agesilau i Teleuties, que a més van capturar Lekeion, on es va establir una guarnició espartana. El 390 aC, els atenencs dirigits per Ifícrates van derrotar els espartans prop de Corint; Agesilau es va retirar a Esparta i Ifícrates va reconquerir Cròmmion i Sidos i altres ciutats menors on els espartans havien establert guarnicions. Finalment, la pau d'Antàlcides el 387 aC va posar fi a la unió amb Argos (que va haver de retirar les seves tropes) i l'entrada de la ciutat en l'aliança Lacedemònia amb el retorn dels exiliats corintis favorables a Esparta. Els dirigents autors de la matança dels opositors es van refugiar a Argos i Atenes. En la guerra que va seguir entre Tebes i Esparta, els corintis van ser lleials a Esparta; però, malmès el territori, van haver de signar una pau separada.

#### 379-323 aC
L'any 379 aC, Corint, va canviar de nou a la Lliga del Peloponès, es va unir a Esparta en un intent de derrotar Tebes i finalment apoderar-se d'Atenes. En 366 aC, l'Assemblea atenesa va ordenar a Cares que ocupés l'aliat atenès i instal·lés un govern democràtic. Això va fracassar quan Corint, Epidaure i Flios s'aliaren amb Beòcia.
Demòstenes relata com Atenes havia combatut els espartans en una gran batalla prop de Corint. La ciutat va decidir no albergar les tropes ateneses derrotades, però en el seu lloc va enviar heralds als espartans. Però els heralds corintis van obrir les portes als atenesos derrotats i els van salvar. Demòstenes assenyala que «van triar juntament amb vosaltres, que havíeu participat en la batalla, de patir el que pogués passar, en comptes de gaudir sense vosaltres d'una seguretat que impliqués cap perill; i així ho van admetre les tropes i van aconseguir salvar-vos a vosaltres i als vostres aliats».
Aquests conflictes van afeblir encara més la ciutat estat del Peloponès i preparen l'escenari per a les conquestes de Filip II de Macedònia.
Demòstenes va advertir que la força militar de Filip superava la d'Atenes i, per tant, havia de desenvolupar un avantatge tàctic. Va assenyalar la importància d'un exèrcit de ciutadans en lloc d'una força mercenària, citant els mercenaris de Corint que van lluitar al costat dels ciutadans i van derrotar els espartans.
L'any 338 aC, després d'haver derrotat Atenes i els seus aliats, Filip II va crear la Lliga de Corint per unir els grecs, incloent Corint, en una guerra contra Pèrsia. Filip va ser nomenat hegemon de la Lliga.
A la primavera del 337 aC, el Segon Congrés de Corint va establir la pau comuna.

### Període hel·lenístic
Pels volts de l'any 332 aC, Alexandre el Gran tenia el control de Grècia, com a potència hegemònica.
Durant el període hel·lenístic, Corint, igual que moltes altres ciutats de Grècia, mai va tenir autonomia. Sota els successors d'Alexandre el Gran, el territori de Grècia estigué en disputat, i Corint era de tant en tant el camp de batalla per a les conteses entre els antigònides, amb seu a Macedònia, i altres potències hel·lenístiques. El 308 aC, la ciutat va ser arrabassada als antigònides per Ptolemeu I, que va afirmar de venir per alliberar Grècia d'aquella dinastia. La ciutat va ser reconquistada per Demetri al 304 aC, tanmateix.
Corint es va mantenir sota control antigònida durant mig segle. Després del 280 aC va ser governada pel fidel governador Cràter, però en 253/2 aC el seu fill Alexandre de Corint, mogut per subsidis ptolemaics, resolgué desafiar la supremacia macedònia i buscar la independència com a tirà. Probablement va ser enverinat el 247 aC, i després de la seva mort, el rei macedoni Antígon II Gònates va reprendre la ciutat a l'hivern del 245/44 aC.
El govern macedoni va ser de curta durada. En 243 aC Arat de Sició, utilitzant un atac per sorpresa, va capturar la fortalesa d'Acrocorint i convencé la ciutadania d'unir-se a la Lliga Aquea.
Gràcies a un acord d'aliança amb Àrat, els macedonis van recuperar Corint, una vegada més, el 224 aC, però després de la intervenció romana el 197 aC la ciutat va ser portada de manera permanent a la Lliga Aquea. Sota el lideratge de Filopemen els aqueus va passar a prendre el control de tot el Peloponès i van fer de Corint la capital de la seva confederació.

### Era romana

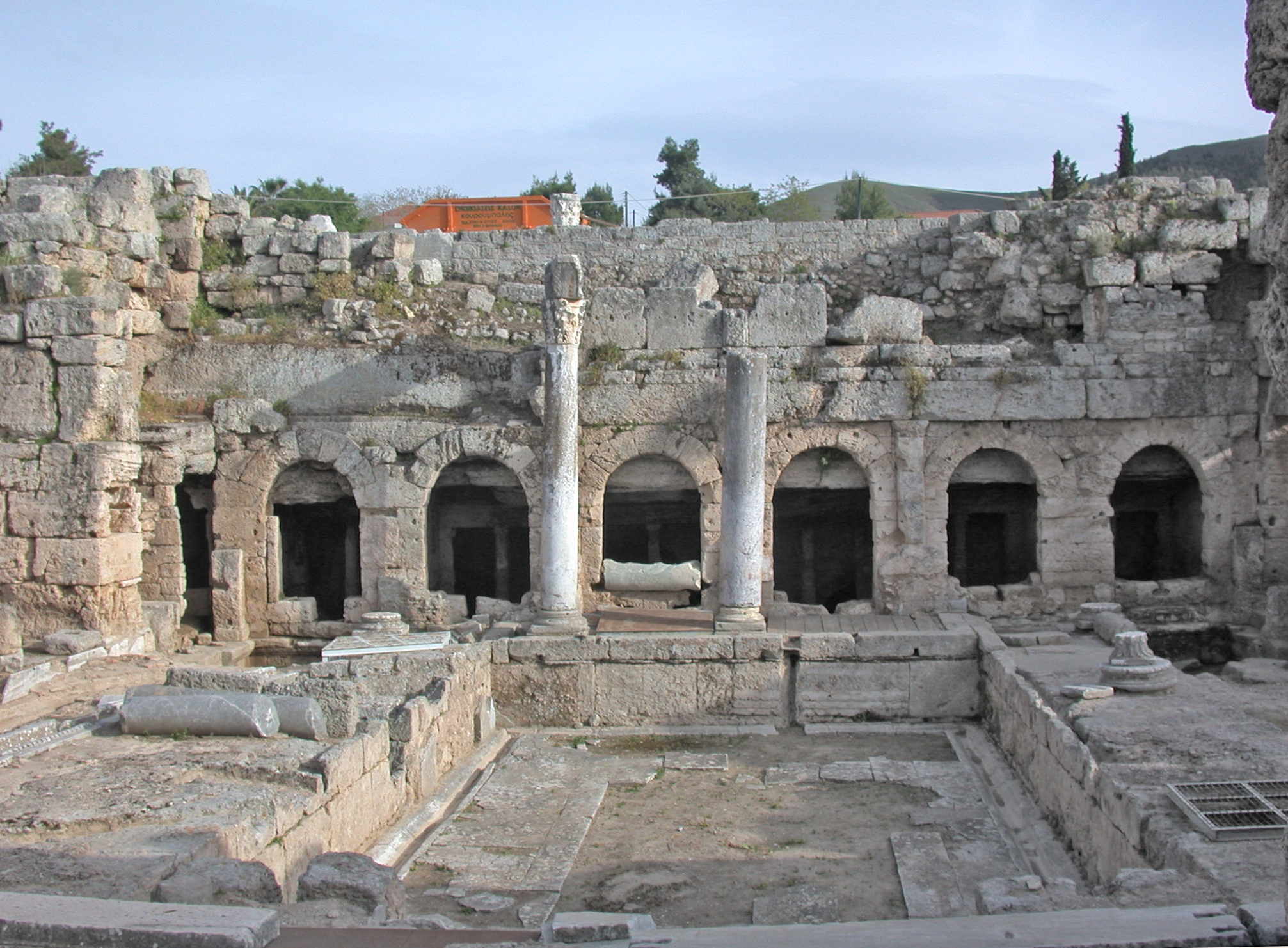
L'antiga font romana.

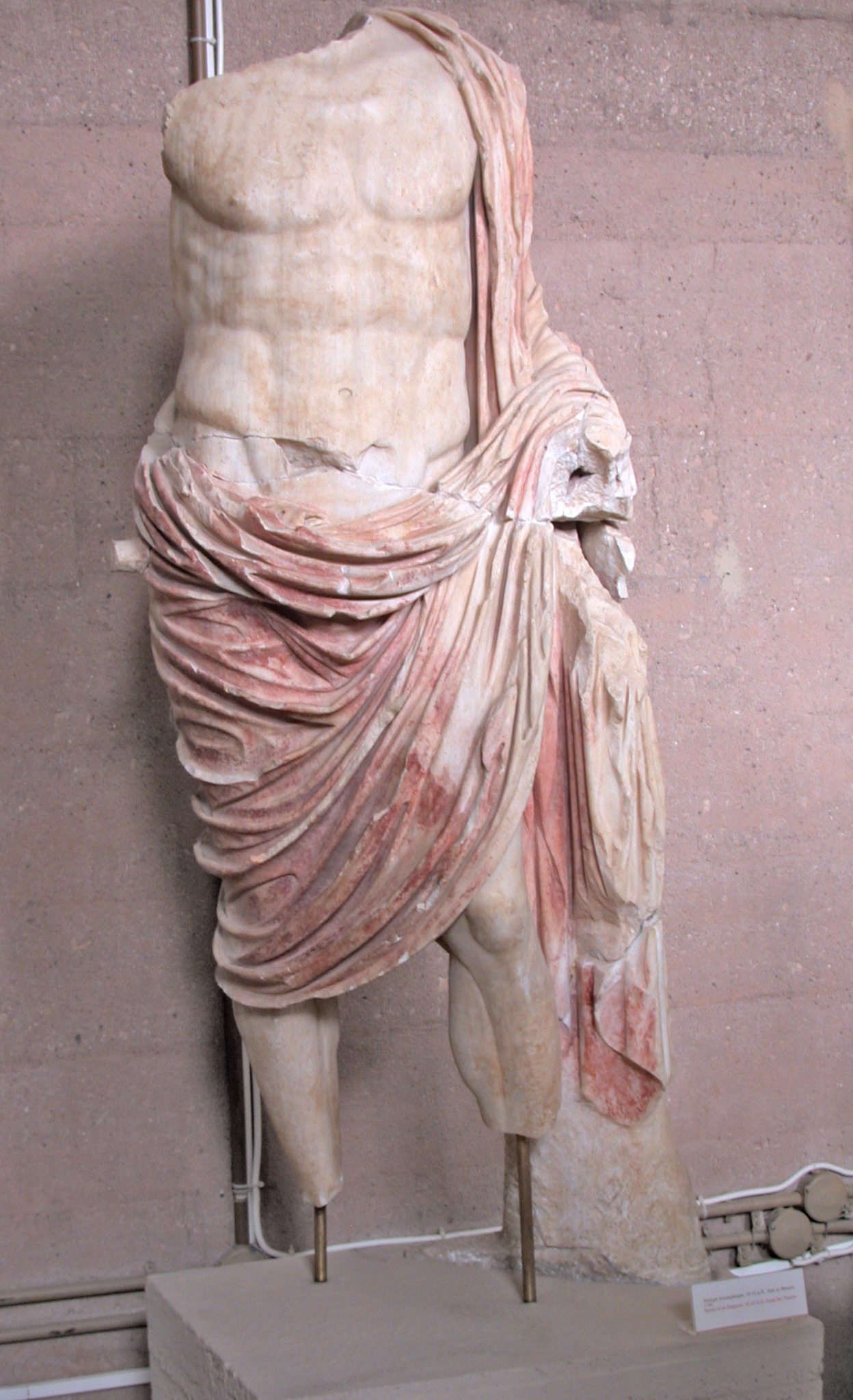
Estàtua romana antiga al Museu Arqueològic de l'Antiga Corint.

L'any 146 aC, Roma va declarar la guerra a la Lliga Aquea, i després de les victòries sobre les forces de la Lliga en l'estiu d'aquest any, els romans sota la direcció de Luci Mummi Acaic assetjaren i capturaren Corint; quan va entrar a la ciutat, Mummi va passar per l'espasa tots els homes i va vendre com a esclaus les dones i els nens abans d'incendiar la ciutat, per la qual cosa se li va donar el renom d'Acaic com a conqueridor de la Lliga Aquea Encara que hi ha evidències arqueològica d'algun poblament mínim en els anys següents, Corint es va mantenir pràcticament deserta fins que Juli Cèsar va refundar la ciutat com a Colonia Laus Iulia Corinthiensi ('colònia de Corint en honor de Juli') l'any 44 aC, poc abans que el van assassinar. Hi va enviar una colònia de veterans i homes lliures (Colònia Júlia Coríntia o Colònia Juli Corint o Colònia Julia Coríntia Augusta, segons les inscripcions). La ciutat es va recuperar (44 aC) i quan sant Pau la va visitar el segle i dC, era una ciutat important i residència del procònsol d'Acaia Junius Gallio. Sant Pau hi va fundar un grup cristià l'any 50, al qual va dirigir les seves epístoles.

### Corint bíblica
Corint és esmentada moltes vegades en el Nou Testament, en gran part, en relació amb la missió de Pau l'Apòstol allà - el que demostra l'èxit de la refundació de Cèsar de la ciutat. Tradicionalment, es creu que l'Església de Corint va ser fundada per Pau, que en va fer una Seu Apostòlica.
Sota els romans, Corint va ser reconstruïda com una ciutat important al sud de Grècia o Acaia. Tenia una gran població mixta de romans, grecs, i jueus.
Quan l'apòstol Pau va visitar per primera vegada la ciutat (l'any 51 o 52), Gal·lió, el germà gran de Sèneca, era procònsol. Pau va viure aquí durant divuit mesos ［Ac 18:1-18］). Aquí primer va conèixer Priscil·la i Àquila amb els quals va treballar i va viatjar.
Pau va escriure almenys dues epístoles per a la comunitat cristiana, la Primera Epístola als Corintis (escrita des d'Efes) i la Segona Epístola als Corintis (escrita des de Macedònia). La primera epístola de tant en tant reflecteix el conflicte entre l'església cristiana florent i la comunitat circumdant.
Alguns erudits creuen que Pau va visitar Corint per a una "visita dolorosa" intermèdia ［2 Co 2:1］), entre la primera i la segona epístoles. Després d'escriure la segona epístola, es va quedar a Corint durant uns tres mesos ［Ac 20:3］ al final de l'hivern, i allí va escriure la seva Epístola als romans.
Sobre la base de les pistes dins de les pròpies epístoles de Corint, alguns estudiosos han conclòs que Pau va escriure possiblement fins a quatre epístoles a l'església de Corint. Només dues, la Primera i Segona Epístola als Corintis, formen part del Cànon de la Sagrada Escriptura. Les altres dues epístoles (probablement la primera carta que Pau va escriure als cristians de Corint i la tercera) es van perdre (i així les primera i segona cartes del cànon són, de fet, la segona i la quarta). Molts estudiosos creuen que la tercera (coneguda com l'«epístola de les llàgrimes» s'inclou dins de la canònica Segona Epístola als Corintis (serien els capítols 10 a 13); aquesta carta no s'ha de confondre amb l'anomenada "Tercera Epístola als Corintis", que és un document pseudoepigràfic escrit molts anys després de la mort de Pau.
Corint es va caracteritzar per la difusió de l'art. Pintures, escultures en pedra i bronze i les famoses gerres de terracota eren entre les obres que s'acumulaven a la ciutat. També fou una ciutat on la poesia es va desenvolupar, però en canvi no va tenir oradors. La riquesa dels corintis els va fer sexualment lliberals, a la qual cosa també contribuïa el fet de ser un port on arribaven mariners d'arreu. Al santuari d'Afrodita a l'Acrocorint, la prostitució es practicava a gran escala (fou un dels pocs santuaris de Grècia on això va passar) i tenia més d'un miler de sacerdotesses esclaves dedicades a l'ofici per als estrangers. Aquesta llibertat va vexar molt el purità Pau de Tars.

### Era romana d'Orient

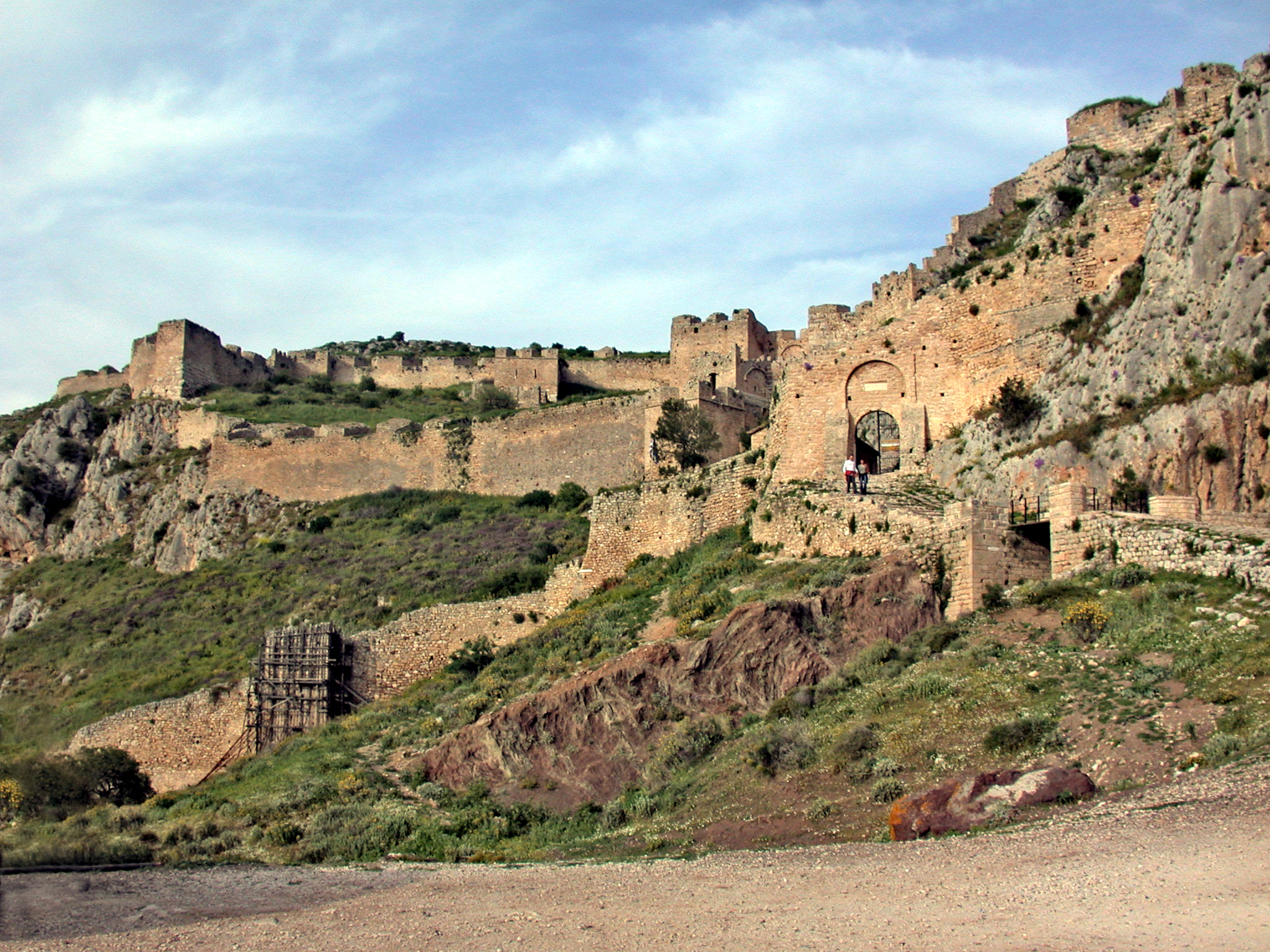
Les portes emmurallades d'Acrocorint.

La ciutat va ser destruïda en gran part en els terratrèmols del 365 i 375, seguits de la invasió d'Alaric el 396. La ciutat va ser reconstruïda després d'aquests desastres a escala monumental, però ocupava una àrea molt menor que anteriorment. Hi havia quatre esglésies a la ciutat pròpiament dita, una altra a la ciutadella d'Acrocorint, i una basílica monumental al port de Lequeu.
Durant el regnat de l'emperador Justinià I (527-565), es va erigir un gran mur de pedra des del Sarònic al golf de Corint, per a protegir la ciutat i la península del Peloponès de les invasions bàrbares de al nord. El mur de pedra tenia uns deu quilòmetres de llarg i va ser nomenat Hexamílion ('sis milles').
Corint va declinar des del segle vi en endavant, i fins i tot podia haver sucumbit als invasors bàrbars al segle vii. El principal assentament es va traslladar des de la ciutat baixa a l'Acrocorint. Tot i que va ser la capital del tema de l'Hèl·lade i, després de ca. 800, del tema del Peloponès, no va ser fins al segle ix que la ciutat va començar a recuperar-se. Va atènyer un nou apogeu en els segles xi i xii, quan era el lloc d'una florent indústria de la seda.
Al novembre de 856, un terratrèmol hi va matar un nombre estimat de 45.000 persones.
La riquesa de la ciutat va atreure l'atenció dels normands de Sicília sota les ordres de Roger de Sicília, que la van saquejar el 1147, i s'emportaren molts captius, més notablement els teixidors de seda. La ciutat mai no es va recuperar del saqueig normand.

### Principat d'Acaia
Després del saqueig de Constantinoble per la Quarta Croada, un grup de croats sota les ordres dels cavallers francesos Guillem de Champlitte i Jofre I d'Acaia va dur a terme la conquesta del Peloponès. Els corintis es van resistir a la conquesta dels francs des del seu bastió a Acrocorint, sota el comandament de Lleó Esgur, des de 1205 fins al 1210. En 1208 Lleó Esgur es va suïcidar llançant-se amb el seu cavall des del capdamunt de l'Acrocorint, però la resistència va continuar durant dos anys més. Finalment, el 1210 la fortalesa va caure en mans dels croats, i Corint es va convertir en una part completa del Principat d'Acaia, governat per Villehardouins des de la seva capital Andravida a Elis. Corint fou l'última ciutat important d'Acaia a les seves fronteres del nord amb un altre estat dels croats, el Ducat d'Atenes. Els otomans van conquerir la ciutat el 1395. Els romans d'Orient del Despotat de Morea la van reconquerir el 1403, i el dèspota Teodor II Paleòleg, va restaurar el mur Hexamilió través de l'Istme de Corint el 1415.

### Govern otomà
En 1458, cinc anys després de la definitiva Caiguda de Constantinoble, els turcs de l'Imperi Otomà van conquerir la ciutat i el seu impressionant castell. Els otomans la van rebatejar com a Gordes i va esdevenir un sanjak (districte) a l'Eyalat de Rumèlia. Els venecians van prendre la ciutat el 1687 durant la Guerra de Morea, i es va mantenir sota control de Venècia fins que els otomans van tornar a prendre la ciutat en 1715. Corint fou la capital de l'Eyalat de Morea el 1715-1731 i després de nou un sanjak capital fins al 1821.

### Independència

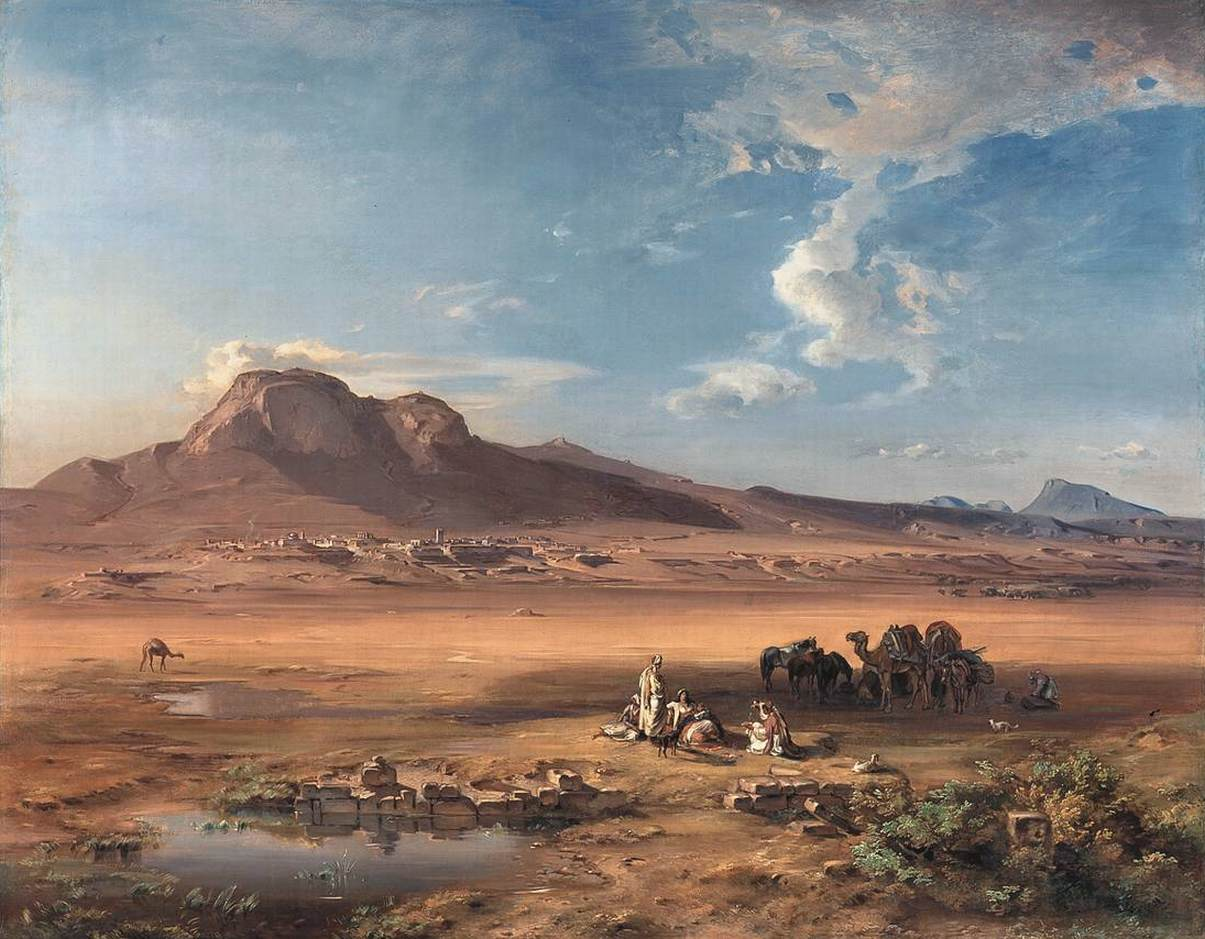
"Corint amb Acrocorint" per Carl Rottmann, 1847

Durant la Guerra d'independència de Grècia, 1821-1830, la ciutat va ser presa per les forces turques. La ciutat va ser alliberada oficialment en 1832 després del tractat de Londres. En 1833, el lloc va ser considerat com un dels candidats per a la nova capital del recentment fundat Regne de Grècia, per la seva importància històrica i estratègica posició. Nàuplia va ser triada inicialment, i després ho fou Atenes.

## Corint moderna
El 1858, el poble dels voltants de les ruïnes de l'antiga Corint va ser totalment destruït per un terratrèmol, el que portà a la creació de Nova Corint, 3 km al nord-est de la ciutat antiga.

## L'antiga ciutat i els seus voltants

### Acrocorint, l'acròpolis
Acrocorinthis, l'acròpolis de l'antiga Corint, és una roca monolítica que va ser ocupada contínuament des de temps arcaics fins a principis del segle xix. L'acròpolis arcaica de la ciutat, ja en una posició fàcilment defensable a causa de la seva geomorfologia, fou encara més fortament fortificats durant l'Imperi Romà d'Orient, ja que es va convertir en la seu de l'estrateg del tema de l'Hèl·lade. Més tard va ser una fortalesa dels francs després de la Quarta Croada, i dels venecians i els turcs otomans. Amb el seu subministrament d'aigua segur, la fortalesa d'Acrocorint va ser utilitzada com a última línia de defensa al sud de Grècia, ja que va dominar l'istme de Corint, repel·lint enemics d'entrada a la península del Peloponès. Tres muralles formaven la defensa feta per l'home del turó. El pic més alt en el lloc era la llar d'una temple a Afrodita que fou cristianitzat com una església, i després es va convertir en una mesquita. L''American School of Classical Studies at Athens va començar excavacions allà el 1929. En l'actualitat, Acrocorint és un dels més importants indrets de castells medievals de Grècia.

### Els dos ports: Lequeu i Cèncrees
Corint tenia dos ports: Lequeu al golf de Corint i Cèncrees al Golf Sarònic. Lequeu era el port principal, connectat a la ciutat amb un conjunt de llargues muralles aproximadament de 3,2 km de longitud, i va ser l'estació comercial principal d'Itàlia i Sicília, on hi havia moltes colònies corínties, mentre Cèncrees servia per al comerç amb la Mediterrània Oriental. Els vaixells podrien ser transportats entre els dos ports per mitjà del Diolkos construït pel tirà Periandre.

## Personatges destacats

### Antiguitat
- Arquies (segle viii aC), fundador de Siracusa.
- Deinarc d'Atenes (segle iv aC), orador i logògraf.
- Diògenes de Sinope, (segle iv aC), un dels més coneguts del món cínic.
- Eumel (segle viii aC), poeta.
- Eufranor (segle iv aC), escultor i pintor.
- Periandre (segle vii aC), considerat un dels set savis de Grècia.
- Xeniàdes (segle v aC), filòsof.
- Pau de Tars segle i, evangelista cristià.

### Edat mitjana
- Guillem de Moerbeke (segle xiii), primer traductor de les obres d'Aristòtil al llatí.